# Antonín Pšurný
Antonín Cyril Pšurný (18. srpna 1927 Napajedla – 11. května 2017 Velká nad Veličkou) byl český atlet, sokol, ragbista, učitel a národopisec Horňácka.

## Život
Narodil se v Napajedlech, celé dětství však prožil v Milokošti u Veselí nad Moravou, kde jeho rodiče vlastnili hospodu. Na tomto domě se nachází pamětní deska věnovaná Antonínu Pšurnému. V jedenácti letech přešel na uherskohradišťské gymnázium a v primě vstoupil do Sokola. Byl všestranným sportovcem – cvičil na nářadích, plaval, dokonce reprezentoval v ragby proti Rumunsku – nejradši však měl atletiku, které se věnoval prakticky celý život. V roce 1948 jako dvacetiletý cvičitel přivedl na strahovský stadion své svěřence a o týden později cvičil mezi šestnácti tisíci muži slavnou skladbu „Věrni zůstaneme“ na prvním poúnorovém Všesokolském sletu. Nedlouho poté byl Sokol zakázán, jeho činnost byla nakrátko obnovena až v době politického uvolnění na jaře 1968. Další sokolskou činnost na dlouhé roky zhatila invaze vojsk Varšavské smlouvy do Československa. Antonín Pšurný měl velkou zásluhu na tom, že tělocvičná jednota Sokol Velká nad Veličkou byla po sametové revoluci ustanovena jako první v župě Komenského a patřila zde mezi nejaktivnější.
Dlouhá léta byl pedagogem, ve Strážnici vyučoval v letech 1957–1989 český jazyk a tělesnou výchovu. Během svého učitelského působení ve Strážnici dálkově absolvoval Filozofickou fakultu University Jana Evangelisty Purkyně v Brně (dnešní Masarykovy univerzity).

## Atletická kariéra
Základní vojenskou službu si odbyl v ATK Praha, kde byl jeho velitelem Emil Zátopek. Na mistrovství Československa získal jednu bronzovou medaili v hodu diskem.
- Mistrovství Československa v atletice 1952 (Praha)
- Seznam medailistů na mistrovství Československa a Česka mužů a žen v hodu diskem

## Zajímavosti
Jako dítě se setkal s T. G. Masarykem (5. srpna 1931), o necelých 60 let později se střetl také s Janem Pavlem II. (22. dubna 1990).